# Cruzeiro (São Paulo)
Cruzeiro is een gemeente in de Braziliaanse deelstaat São Paulo. De gemeente telt 79.957 inwoners (schatting 2009).

## Aangrenzende gemeenten
De gemeente grenst aan Cachoeira Paulista, Lavrinhas, Piquete, Silveiras, Delfim Moreira (MG), Marmelópolis (MG) en Passa-Quatro (MG).